# Mugnone
Mugnone je rijeka u Italiji koja teče kroz Firencu i pritoka je Arna. Rijeka je poznata još iz rimskog doba. Rijeka se povijesno ulijevala u Arno u blizini Ponte Vecchia, zbog čega je ondje i osnovan grad (na povijesnom ušću Mugnonea u Arno). Rijeka je preusmjerena 1280-ih tijekom izgradnje novih gradskih zidina.

## Vanjske poveznice
|  | Zajednički poslužitelj ima još gradiva o temi Mugnone |